# بيفرلي كليري
بيفرلي كليري (بالإنجليزية: Beverly Cleary)‏ هي كاتبة سير ذاتية وكاتبة للأطفال وكاتِبة وأمينة مكتبة أمريكية، (ولدت في ميكمينفيل في الولايات المتحدة 1916 – 2021 م). كانت والدتها معلمة مدرسة وكان والدها مزارع. انتقلت عائلتها عندما كانت في السادسة من عمرها إلى بورتلاند في ولاية أوريغون، وهناك حصل والدها على وظيفة ضابط أمن مصرفي.

## مسيرتها المهنية
تخرجت كليري من جامعة واشنطن عام 1939، ثم عملت أمينة مكتبة للأطفال في ياكيما، واشنطن، ثم كأمينة مكتبة بريدية في مستشفى الجيش الأمريكي في أوكلاند، كاليفورنيا. بدأت العمل ككاتبة بدوام كامل للأطفال في عام 1942.
تعاطفت كليري مع الأطفال الصغار الذين واجهوا صعوبة في العثور على الكتب التي تحتوي على شخصيات يمكنها أن تجذبهم، وكافحت للعثور على ما يكفي من الكتب لاقتراحها. بعد بضع سنوات من تقديم التوصيات وأداء سرد القصص المباشر في دورها كأمينة مكتبة، قررت كليري البدء في كتابة كتب للأطفال عن شخصيات يمكن أن تجذب القرّاء الصغار. قالت كليري: «يستحق الأطفال كتبًا ذات جودة أدبية عالية، ومهمتنا هي تشجيعهم على قراءة واختيار الكتب المناسبة لهم».
نُشرَ كتاب كليري الأول، هنري هوجينز في عام 1950، وكان الأول ضمن سلسلة من الكتب الخيالية عن هنري وكلبه ريبسي وجارته بيزوس وشقيقتها الصغيرة رامونا. ومثل العديد من أعمالها اللاحقة، تدور أحداث رواية هنري هوجينز حول أشخاص يعيشون حياة عادية، وهي مستندة إلى تجارب كليري في طفولتها، والأطفال الذين كانوا في حيها، وكذلك الأطفال الذين التقت بهم أثناء عملها كأمينة مكتبة.
نُشر أول كتاب لكليري يركز على قصة الأخوات كيمبي، بيزوس ورامونا، عام 1955. طلب منها الناشر تأليف كتاب عن طالبة في رياض الأطفال. رفضت كليري في البداية، لكنها غيرت رأيها لاحقًا بعد ولادة توأميها. وكتبت مذكرة بعنوان فتاة من يامهيل عام 1988. خلال مقابلة عام 2011 لصحيفة لوس أنجلوس تايمز، عن عمر يناهز 95 عامًا، صرّحت كليري: «لقد كانت حياتي المهنية سعيدةً للغاية».

## المفهوم النقدي
جاءت أهمية كتب كليري تاريخياً بسبب اهتمامها بتفاصيل الحياة اليومية للأطفال، وتحديداً تجارب الأطفال الذين يكبرون في عائلات من الطبقة المتوسطة. قال مؤرخ أدب الأطفال، ليونارد ماركوس، عن أعمال كليري: «عندما تكون في السن المناسب لقراءة كتب كليري، فمن المرجح أنها ستمنحك أكثر الأوقات تأثيرًا في حياتك كقارئ. فكتبها تُسلّي الأطفال وتمنحهم الشجاعة والتبصر فيما يتوقعونه من حياتهم». لاحظ النقاد أيضًا توظيف كليري للفكاهة؛ قال روجر ساتون من مجلة ذا هورن بوك: «كليري مضحكة بطريقة معقدة للغاية، فهي تقترب من الهجاء الأدبي، وهذا هو سبب حب البالغين لها، لكنها لا تزال تحترم شخصياتها بشدة - فلا أحد يضحك على تجربة الشخص الآخر، أظن أن الأطفال يقدرون للغاية أنها جعلتهم على قدم المساواة مع الكبار».
علّق بات فليجر، أستاذ أدب الأطفال في جامعة ويست تشيستر، قائلاً: «لقد استمر نجاح كتب كليري لأنها تفهم جمهورها، فهي تعرف أن الأطفال في بعض الأحيان مرتبكون أو خائفون من العالم من حولهم، وأنهم يمتلكون مشاعر عميقة نحو أشياء يمكن للبالغين تجاهلها». قالت إليزا دريسانغ: «إن كليري قد صوَّرت المواضيع التي تناولتها بأمانة ودقة». قال كتُاب الأطفال في القرن العشرين «إن تأثير بيفرلي كليري ككاتبة للأطفال غير مبالغ فيه، فموهبتها كانت غير عادية في ابتكارها لشخصيات لا تنسى وقد جذبت هذه الشخصيات بروحها وحماستها وحيويتها القرّاء الصغار والكبار على حد سواء».

## وصلات خارجية
- الموقع الرسمي
- بيفرلي كليري على موقع IMDb (الإنجليزية)
- بيفرلي كليري على موقع الموسوعة البريطانية (الإنجليزية)
- بيفرلي كليري على موقع ميوزك برينز (الإنجليزية)
- بيفرلي كليري على موقع إن إن دي بي (الإنجليزية)